# انریکه چدیاک
انریکه چدیاک (انگلیسی: Enrique Chediak؛ زادهٔ ۱۹۶۷) فیلم‌بردار، و کارگردان فیلم اهل اکوادور است. وی از سال ۱۹۹۵ میلادی تاکنون مشغول فعالیت بوده‌است.
از فیلم‌ها یا مجموعه‌های تلویزیونی که وی در آن‌ها نقش داشته‌است، می‌توان به کادر آموزشی، اتاق بخار، ۳ ای.ام.، دختر خوب، خانه‌ای در انتهای دنیا، ته دره، ۲۸ هفته بعد، گله، شرخر، چارلی سنت کلاود، ۱۲۷ ساعت، گزارش اروپا، رد ۲، دونده مارپیچ، سزار چاوز، موج پنجم، دیپ‌واتر هورایزن، آدم‌کش آمریکایی، بامبلبی، بانو و ولگرد و وویجرز اشاره نمود.